# 실레지아어 위키백과

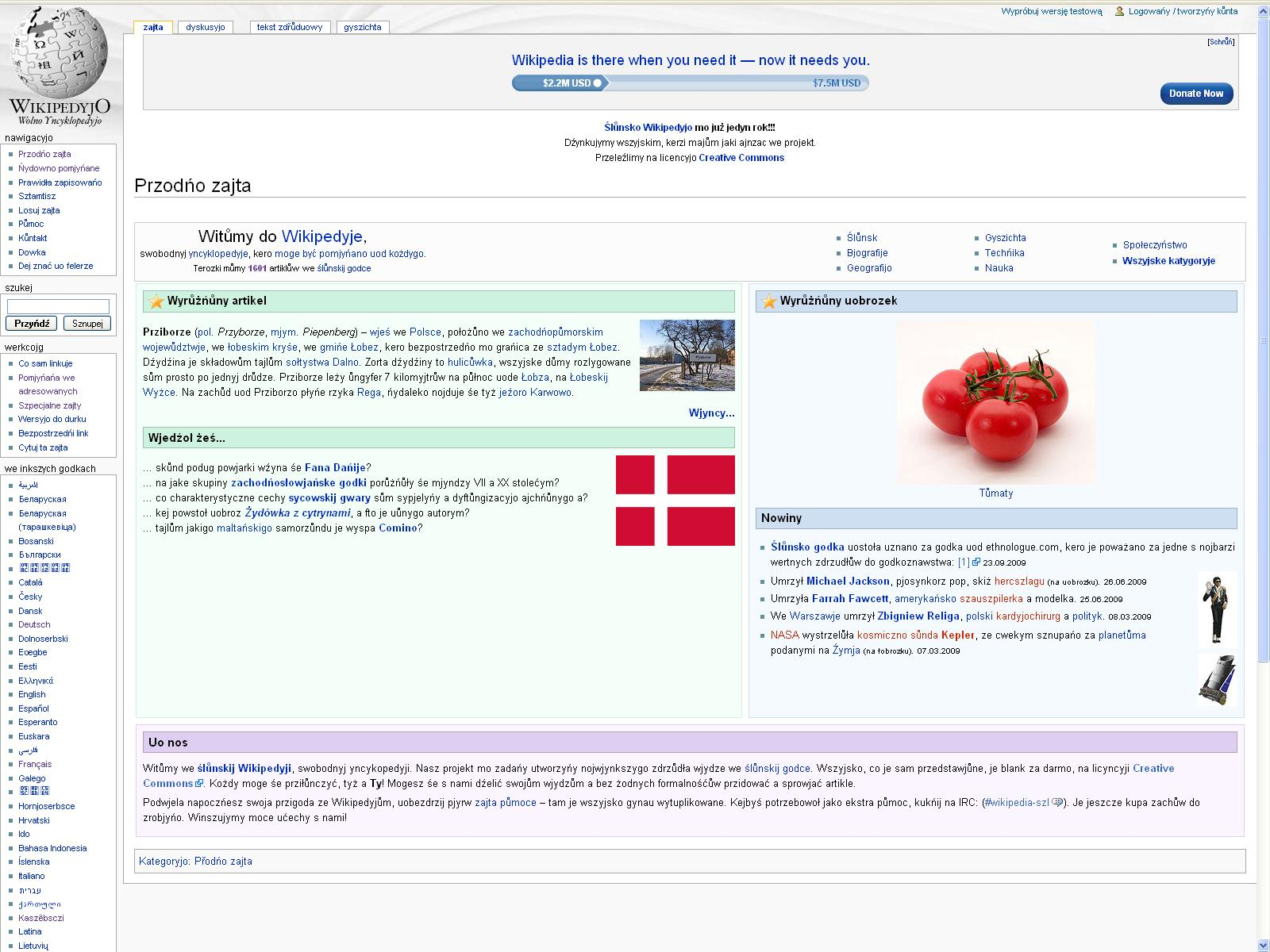

실레지아어 위키백과는 실레지아어로 운영되는 위키백과이다. 기호는 szl이다.